# Cristóvão Ferreira
Cristóvão Ferreira, Chūan Sawano (jap. 沢野 忠庵 Sawano Chūan; ur. ok. 1580, zm. 1650 w Nagasaki) − portugalski jezuita, który jako misjonarz w Japonii dokonał apostazji.

## Życiorys
Ferreira urodził się w Portugalii ok. 1580 roku. Przez władze swojego zakonu został wysłany jako misjonarz do Azji. W latach 1609–1633 prowadził pracę duszpasterską w Japonii.
Stanął na czele misji w czasie prześladowania chrześcijan w pierwszych latach panowania rodu siogunów Tokugawa. Po schwytaniu i torturach wyparł się wiary. Stał się najsławniejszym z nawróconych na buddyzm zakonników. Zmienił imię na Chūan Sawano. Napisał traktat przeciwko chrześcijaństwu. Uczestniczył w zasadzkach na pozostałych jezuitów. Zmarł w 1650 roku w Nagasaki.
Według niektórych źródeł, przyczyną śmierci Ferreiry miało być ponowne nawrócenie się na wiarę katolicką, a co za tym idzie – męczeńska śmierć. Do sędziego w Nagasaki powiedzieć miał: Jestem tym, który zgrzeszył przeciw Królowi nieba i ziemi. Zdradziłem Go ze strachu przed śmiercią. Jestem chrześcijaninem, jestem jezuitą.
Jako postać pojawił się w historycznej powieści japońskiego pisarza Shūsaku Endō pt. Milczenie z 1966 roku i filmie Martina Scorsese pod tym samym tytułem z 2016.